# Hellenic Train
Hellenic Train (bis Juni 2022: TrainOSE) ist das Eisenbahnverkehrsunternehmen, das den Zugverkehr auf dem Netz der Griechischen Eisenbahn (OSE) betreibt. Das Unternehmen ist eine Tochtergesellschaft der staatlichen Eisenbahngesellschaft Italiens Ferrovie dello Stato Italiane.

## Geschichte

### Vorlauf
Am 24. November 2005 beschloss der Aufsichtsrat der OSE, die Gesellschaft aufzuteilen und teilweise zu privatisieren. Das Eisenbahninfrastrukturunternehmen sollte unter der Firma OSE in Staatseigentum verbleiben, der Verkehr darauf sollte dagegen in private Hand gegeben werden. Daraufhin wurde TrainOSE 2005 als Tochtergesellschaft aus der OSE ausgegründet. Weiter geschah jedoch zunächst nichts. Angesichts der griechischen Staatsschuldenkrise wurden die Pläne 2012 wieder aufgenommen. Durch einen Verkauf des Verkehrs sollten Einnahmen von 200 Millionen Euro erzielt werden. Obwohl Eisenbahnverkehrsunternehmen aus Österreich, Frankreich, Rumänien und Russland Interesse bekundeten, geschah erneut nichts.

### Privatisierung
Der Hellenic Republic Asset Development Fund schrieb Anfang 2016 TrainOSE zum Verkauf aus. Am 14. Juli 2016 gab die Privatisierungsbehörde bekannt, das einzige vorliegende Gebot, das der italienischen Staatsbahn Ferrovie dello Stato Italiane, in Höhe von 45 Mio. Euro, anzunehmen. Am 18. Januar 2017 wurde der Verkaufsvertrag unterschrieben. Der Eigentumsübergang erfolgte zum 14. September 2017. Zum 1. Juli 2022 erhielt das Unternehmen den neuen Namen Hellenic Train.

## Geschäftsbetrieb
Hellenic Train betreibt sowohl Personen- als auch Güterverkehr und hat 637 Mitarbeiter. Hellenic Train fährt pro Tag etwa 350 Züge, zwei Drittel davon im Vorortverkehr, ein Drittel im Regional- und Fernverkehr. Es befördert 15,6 Mio. Reisende und 1,1 Mio. Tonnen Güter pro Jahr. Zahlen von 2016. Die Umsatzerlöse aus gewöhnlicher Geschäftstätigkeit beliefen sich im Jahr 2016 auf insgesamt 60.828.116,01 EUR, davon 47.131.310,82 EUR im Personenverkehr (34.697.928,38 EUR Fern- und Regionalverkehr und 12.433.382,44 EUR Proastiakos), 12.289.791,20 EUR im Güterverkehr und 1.407.013,99 EUR im Busverkehr.
Die Eisenbahnfahrzeuge wurden bei der Privatisierung in eine eigene Gesellschaft ausgegliedert und sind nicht Teil der Privatisierung. Diese eigene Gesellschaft ist Eigentümerin der 1160 Eisenbahnfahrzeuge.
Thessaloniki–Athen
Seit Mai 2022 führt Hellenic Train mit modernisierten Zügen des Typs Alstom ETR 470 Fahrten zwischen den beiden größten griechischen Städten Thessaloniki und Athen  durch, wobei die Fahrtzeit für die 503 km lange Strecke weniger als 4 Stunden beträgt. Am 28. Februar 2023 ereignete sich auf der Strecke ein schwerer Unfall.